# Arouna Sangante
Arouna Sangante (Mbao, 12 aprile 2002) è un calciatore senegalese, difensore del Le Havre.

## Carriera
Arouna Sangante ha giocato con i Cosmos di Saint-Denis ed il Red Star, prima di unirsi al Le Havre nel 2017.
Ha fatto il suo esordio in Ligue 2 per il Le Havre il 15 maggio 2021, partendo titolare contro i campioni del Troyes.

## Statistiche

### Presenze e reti nei club
Statistiche aggiornate al 2 febbraio 2025.
| Stagione          | Squadra           | Campionato        | Campionato | Campionato | Coppe nazionali | Coppe nazionali | Coppe nazionali | Coppe continentali | Coppe continentali | Coppe continentali | Altre coppe | Altre coppe | Altre coppe | Totale | Totale | Totale |
| Stagione          | Squadra           | Comp              | Pres       | Reti       | Comp            | Pres            | Reti            | Comp               | Pres               | Reti               | Comp        | Pres        | Reti        | Pres   | Reti   |        |
| ----------------- | ----------------- | ----------------- | ---------- | ---------- | --------------- | --------------- | --------------- | ------------------ | ------------------ | ------------------ | ----------- | ----------- | ----------- | ------ | ------ | ------ |
| 2018-2019         | Le Havre 2        | N2                | 16         | 0          | -               | -               | -               | -                  | -                  | -                  | -           | -           | -           | 16     | 0      |        |
| 2019-2020         | Le Havre 2        | N3                | 8          | 0          | -               | -               | -               | -                  | -                  | -                  | -           | -           | -           | 8      | 0      |        |
| 2020-2021         | Le Havre 2        | N3                | 4          | 0          | -               | -               | -               | -                  | -                  | -                  | -           | -           | -           | 4      | 0      |        |
| Totale Le Havre 2 | Totale Le Havre 2 | Totale Le Havre 2 | 28         | 0          |                 | -               | -               |                    | -                  | -                  |             | -           | -           | 28     | 0      |        |
| 2020-2021         | Le Havre          | L2                | 1          | 0          | CF              | 1               | 0               | -                  | -                  | -                  | -           | -           | -           | 2      | 0      |        |
| 2021-2022         | Le Havre          | L2                | 32         | 1          | CF              | 2               | 0               | -                  | -                  | -                  | -           | -           | -           | 34     | 1      |        |
| 2022-2023         | Le Havre          | L2                | 35         | 3          | CF              | 0               | 0               | -                  | -                  | -                  | -           | -           | -           | 35     | 3      |        |
| 2023-2024         | Le Havre          | L1                | 30         | 0          | CF              | 1               | 0               | -                  | -                  | -                  | -           | -           | -           | 31     | 0      |        |
| 2023-2024         | Le Havre          | L1                | 9          | 2          | CF              | 0               | 0               | -                  | -                  | -                  | -           | -           | -           | 9      | 2      |        |
| Totale Le Havre   | Totale Le Havre   | Totale Le Havre   | 107        | 6          |                 | 4               | 0               |                    | -                  | -                  |             | -           | -           | 111    | 6      |        |
| Totale carriera   | Totale carriera   | Totale carriera   | 135        | 6          |                 | 4               | 0               |                    | -                  | -                  |             | -           | -           | 139    | 6      |        |

## Palmarès

### Club

#### Competizioni nazionali
- Ligue 2: 1

Le Havre: 2022-2023